# Crazy Story
„Crazy Story” este o melodie a rapperului american King Von, lansată pe 6 decembrie 2018 ca single-ul său de debut prin Only the Family and Empire Distribution. Piesa este hit-ul său de succes și a fost urmată de două continuări: "Crazy Story 2.0" și "Crazy Story, Pt. 3". Toate cele trei single-uri apar pe mixtape-ul lui Von Grandson, Vol. 1 (2019).

## Compoziție și recepție critică
Așa cum sugerează titlul, piesa îl găsește pe King Von cantand rap despre lupta sa de a crește în Chicago pe un instrumental în stilul drillului. „Crazy Story” a primit în general recenzii pozitive de la critici. Alphonse Pierre din Pitchfork a lăudat povestirea lui Von, în special elementele care fac povestea vie.

## Remix
Remix-ul oficial al melodiei este intitulat „Crazy Story 2.0” și îl prezintă pe rapperul american Lil Durk. A fost lansată pe 3 mai 2019.

## Clasamente

### Crazy Story 2.0
| Clasament (2020)                     | Poziția maximă |
| ------------------------------------ | -------------- |
| US Billboard Hot 100                 | 81             |
| US Hot R&B/Hip-Hop Songs (Billboard) | 32             |

## Certificări
| Regiune                                            | Certificare | Unități certificate/vânzări |
| -------------------------------------------------- | ----------- | --------------------------- |
| Statele Unite (RIAA)                               | Aur         | 500,000                     |
| vanzari+streaming cifre bazate doar pe certificare |             |                             |